# Femmy Yuartini Elia
Femmy Yuartini Elia (ur. 8 maja 1985) – indonezyjska wioślarka.

## Osiągnięcia
- Mistrzostwa Świata – Poznań 2009 – dwójka podwójna wagi lekkiej – 16. miejsce[1].